# 上湯江
上湯江（かみゆえ）は、千葉県君津市の地名。丁番を持たない単独町名で、郵便番号は299-1138。

## 地理
市内北西部の小糸川下流左岸に位置する。一帯は水田や畑が広がり、南部は山林となっている。
北から東にかけて貞元、東で新御堂、南で小香・富津市障子谷（一点のみ）・富津市相野谷、西で富津市本郷・富津市前久保・下湯江とそれぞれ接する（特記ないものは君津市）。

### 河川
- 江川
- 梅田川

## 歴史

### 沿革
- 江戸時代 - 周淮郡上湯江村成立。
- 1873年（明治6年） - 上湯江村、千葉県に所属。
- 1889年（明治22年）4月1日 - 町村制施行により周淮郡貞元村大字上湯江となる。
- 1897年（明治30年）4月1日 - 貞元村、郡統合により君津郡所属となる。
- 1954年（昭和29年）3月31日 - 貞元村と君津町（初代）・周南村が合併し君津郡君津町（2代目）が成立、同町の大字となる。
- 1971年（昭和46年）9月1日 - 君津町が市制施行し、君津市となる。

## 世帯数と人口
2017年（平成29年）10月31日現在の世帯数と人口は以下の通りである。
| 大字   | 世帯数  | 人口  |
| ------ | ------- | ----- |
| 上湯江 | 177世帯 | 412人 |

## 小・中学校の学区
市立小・中学校に通う場合、学区は以下の通りとなる。
| 番地 | 小学校             | 中学校             |
| ---- | ------------------ | ------------------ |
| 全域 | 君津市立貞元小学校 | 君津市立君津中学校 |

## 交通
地内を通る鉄道路線はない。最寄駅は内房線君津駅。

### バス
- 君津市コミュニティバス
  - 小糸川循環線 君津グラウンドゴルフ場 - 常代5丁目 - 貞元住宅前 - 君津駅南口 - 君津市役所 - 君津バスターミナル - 常代5丁目 - 君津グラウンドゴルフ場（循環ルート）

### 道路
一般県道
- 千葉県道158号君津青堀線 - 北西端を通過し、貞元との境界をなす。
- 千葉県道159号君津大貫線 - 158号と重複。

## 施設
- 君津市立貞元小学校（wikidata）
- 君津市立上湯江保育園
- 徳常寺
- 貞福寺
- 大宮神社